# 마리나 기네스타
마리나 기네스타 이 콜로마(스페인어: Marina Ginestà i Coloma: 1919년 1월 29일 - 2014년 1월 6일)는 카탈루냐계 프랑스인 공산주의자로, 스페인 내전 당시 통일사회주의청년단 단원이었다. 1936년 7월 바르셀로나 봉기 당시 옥상에서 후안 구스만이 찍은 사진의 모델로 유명해졌다. 이 사진은 스페인 내전을 대표하는 사진 중 하나로 꼽힌다.